# Стерва (пісня)
«Стерва» — дуетна пісня Тіни Кароль та SHUMEI. Пісня вийшла 12 квітня 2024 року як сингл та увійшла в альбом Троянди. Слова та музику до пісня написала Тіна Кароль, співавтором слів став Андрій Безкровний.

## Опис та реліз
Пісня «Стерва» – це історія про пристрасне кохання, без якого міцні та стійкі відносини неможливі. Образи, ревнощі та скандали – це лише перешкоди на шляху до міцного, щирого та справжнього кохання.
Пісня «Стерва» була написана Тіною Кароль. Для втілення змісту Тіна шукала партнера для дуету, і найкращим голосом виявився голос SHUMEI:
SHUMEI – найбільш перспективний артист нового покоління в Україні. Його унікальний тембр не можна сплутати з будь-яким іншим голосом у світі. Хрипота та мужність його вокалу надали цій композиції крутого змісту. Я дуже задоволена цією співпрацею, – Тіна Кароль.
Сам SHUMEI теж задоволений роботою з Кароль, яка написала пісню «Стерва». Артист говорить про співачку з захопленням:
Працювати з Тіною було задоволенням. Тіна - людина, яка захоплює тебе з першої зустрічі. Її можна описати багатьма словами, але її основною якістю, яка мене вразила, є її простота та людяність, якою, на жаль, не всі володіють, – SHUMEI.
Разом з премʼєрою пісні «Стерва» Тіна Кароль випустила новий альбом «Троянди», куди увійшли  раніше випущені хіти та нові пісні.

## Музичне відео
Прем’єра нового відеокліпу на пісню «Стерва», відбулася 12 квітня 2024 року на офіційному YouTube каналі співачки.
Режисеркою відеокліпу виступила Ната Курган, яка раніше знімала відео для Тіни Кароль на її пісні «Не святі» та «Троянди».
Кінопаралель між співаками та акторами  була створена задля заглиблення у зміст та характер цього дуету, – Ната Курган.
Зйомки кліпу проходили на Львівському залізничному вокзалі. Історію палкого кохання втілили блогери Богдан Шелудяк та Юлія Свіжинська.

## Список композицій
| Цифрове завантаження, стрімінг | Цифрове завантаження, стрімінг | Цифрове завантаження, стрімінг | Цифрове завантаження, стрімінг | Цифрове завантаження, стрімінг |
| #                              | Назва                          | Автор слів                     | Автор музики                   | Тривалість                     |
| ------------------------------ | ------------------------------ | ------------------------------ | ------------------------------ | ------------------------------ |
| 1.                             | «Стерва»                       | Тіна Кароль, Андрій Безкровний | Тіна Кароль                    | 3:04                           |
| 3:04                           |                                |                                |                                |                                |

## Учасники запису
Інформація взята із сервісу YouTube
- Продюсер: Тіна Кароль
- Вокал: 
  - Тіна Кароль;
  - Олег Шумей
- Музика: Тіна Кароль
- Слова: 
  - Тіна Кароль;
  - Андрій Безкровний
- Запис вокалу: Володимир Григорович
- Редагування вокалу: Володимир Григорович
- Зведення: Віталій Телезин
- Мастеринг: Віталій Телезин

## Історія релізу
| Регіон          | Дата           | Формат                                                  | Версія     | Лейбл             | Дж.           |
| --------------- | -------------- | ------------------------------------------------------- | ---------- | ----------------- | ------------- |
| Україна та світ | 12 квітня 2024 | Радіоротація, цифрове завантаження, стрімінг, відеокліп | українська | Самостійний реліз | [ 11 ] [ 12 ] |

## Чарти
| Чарт (2024)                     | Найвища позиція |
| ------------------------------- | --------------- |
| Україна (TopHit Youtube Hits)   | 3               |
| Україна (TopHit All Media Hits) | 11              |
| Україна (TopHit Spotify Hits)   | 18              |
| Україна (TopHit Radio Hits)     | 38              |

| Чарт (2024)                     | Найвища позиція |
| ------------------------------- | --------------- |
| Україна (TopHit Youtube Hits)   | 15              |
| Україна (TopHit All Media Hits) | 19              |
| Україна (TopHit Radio Hits)     | 52              |

| Країна                               | Найвища позиція |
| ------------------------------------ | --------------- |
| Україна (Apple Music Топ-25 Києва)   | 1               |
| Україна (Apple Music Топ-100 України | 1               |
| Польща (Apple Music Топ-100 Польщі)  | 70              |

| Країна                                       | Найвища позиція |
| -------------------------------------------- | --------------- |
| Україна (Top 50 Ukraine: Weekly Music Chart) | 24              |
| Україна (Top 50 Ukraine: Daily Chart)        | 19              |